# Jeremiah Morrow

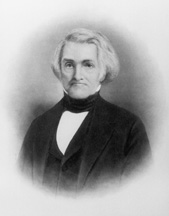
Jeremiah Morrow

Jeremiah Morrow (* 6. Oktober 1771 in Gettysburg, Province of Pennsylvania; † 22. März 1852 in Lebanon, Ohio) war ein US-amerikanischer Politiker (Demokratisch-Republikanische Partei) und von 1822 bis 1826 der neunte Gouverneur von Ohio. Diesen Bundesstaat vertrat er außerdem in beiden Kammern des Kongresses.

## Frühe Jahre und politischer Aufstieg
Jeremiah Morrow besuchte die örtlichen Schulen seiner Heimat. Im Jahr 1795 zog er in das Warren County im heutigen Staat Ohio. Dort arbeitete er als Lehrer, Landvermesser und Farmer.
Zwischen 1801 und 1802 war Morrow Mitglied des territorialen Parlaments von Ohio. 1803 war er für ein Jahr im dortigen Senat. Nachdem Ohio zu einem Bundesstaat der USA geworden war, vertrat er diesen im US-Repräsentantenhaus in Washington, D.C. Im Jahr 1813 wechselte er innerhalb des Kongresses in den Senat, in dem er bis 1819 verblieb. 1822 gehörte Morrow einer Kommission zum Ausbau der Kanäle in Ohio an. Im gleichen Jahr wurde er mit 41,1 Prozent der Stimmen vor Amtsinhaber Allen Trimble (36,1 Prozent) und William W. Irvin (17,4 Prozent) zum neuen Gouverneur seines Staates gewählt.

## Gouverneur von Ohio
Morrow trat sein neues Amt am 28. Dezember 1822 an. Nach einer Wiederwahl im Jahr 1824 konnte er es bis zum 19. Dezember 1826 ausüben. In dieser Zeit wurde in Ohio eine Grundsteuer eingeführt. Die Bauarbeiten am Ohio-Erie-Kanal wurden beendet und ein vom Staat getragenes neues Schulsystem wurde eingeführt. In seiner Amtszeit wurden auch die Folgen der Wirtschaftskrise aus dem Jahr 1819 überwunden. Neben dem fertiggestellten Ohio-Erie-Kanal wurden weitere neue Wasserstraßen gebaut. Auch die Straßen des Staates wurden ausgebaut. Nach Ablauf seiner zweiten Amtszeit lehnte er eine erneute Kandidatur ab.

## Weiterer Lebenslauf
Auch nach dem Ende seiner Gouverneurszeit blieb Morrow politisch aktiv. Zwischen 1827 und 1828 war er Mitglied des Staatssenats. In den Jahren 1829 und 1835 wurde er jeweils in das Repräsentantenhaus von Ohio gewählt. Zwischen 1840 und 1843 war er nochmals Abgeordneter im US-Repräsentantenhaus. Dort fungierte er als Vorsitzender des Ausschusses zur Verwaltung der staatlichen Ländereien (Public Land). Im Jahr 1842 lehnte er eine erneute Kandidatur aus Altersgründen ab. In Ohio gehörte Morrow zu den Mitbegründern der Whig Party. Nach 1843 hat er kein öffentliches Amt mehr bekleidet. Er zog sich in sein Privatleben zurück und widmete sich seinen eigenen Geschäften. Jeremiah Morrow starb im Jahr 1852. Er war mit Mary Parkhill verheiratet, mit der er sechs Kinder hatte.